# Asteia dimorpha
Asteia dimorpha är en tvåvingeart som beskrevs av Malloch 1934. Asteia dimorpha ingår i släktet Asteia och familjen smalvingeflugor.
Artens utbredningsområde är Marquesasöarna. Inga underarter finns listade i Catalogue of Life.